# Сем Кук
Сем Кук (англ. Sam Cooke; справжнє ім'я Семюель Кук, англ. Samuel Cook; 22 січня 1931 — 11 грудня 1964) — американський вокаліст, один із засновників напрямку соул. За оцінкою AllMusic, Сем Кук є «найважливішим співаком в історії соул-музики — її винахідником і найбільш популярним й обожненим виконавцем, причому не тільки серед афроамериканців, але й серед білих».

## Біографія
Народився у сім'ї баптистського священика в Чикаго. Кар'єрний зліт пов'язаний з успіхом пісні You Send Me, яка 1957 року досягла першої сходинки чарту Billboard Hot 100. Стиль Сема Кука найповніше розкрився у співпраці з лейблом RCA Records, зокрема його пісні «Bring It on Home to Me» та «Cupid» стали візитівкою музики соул.

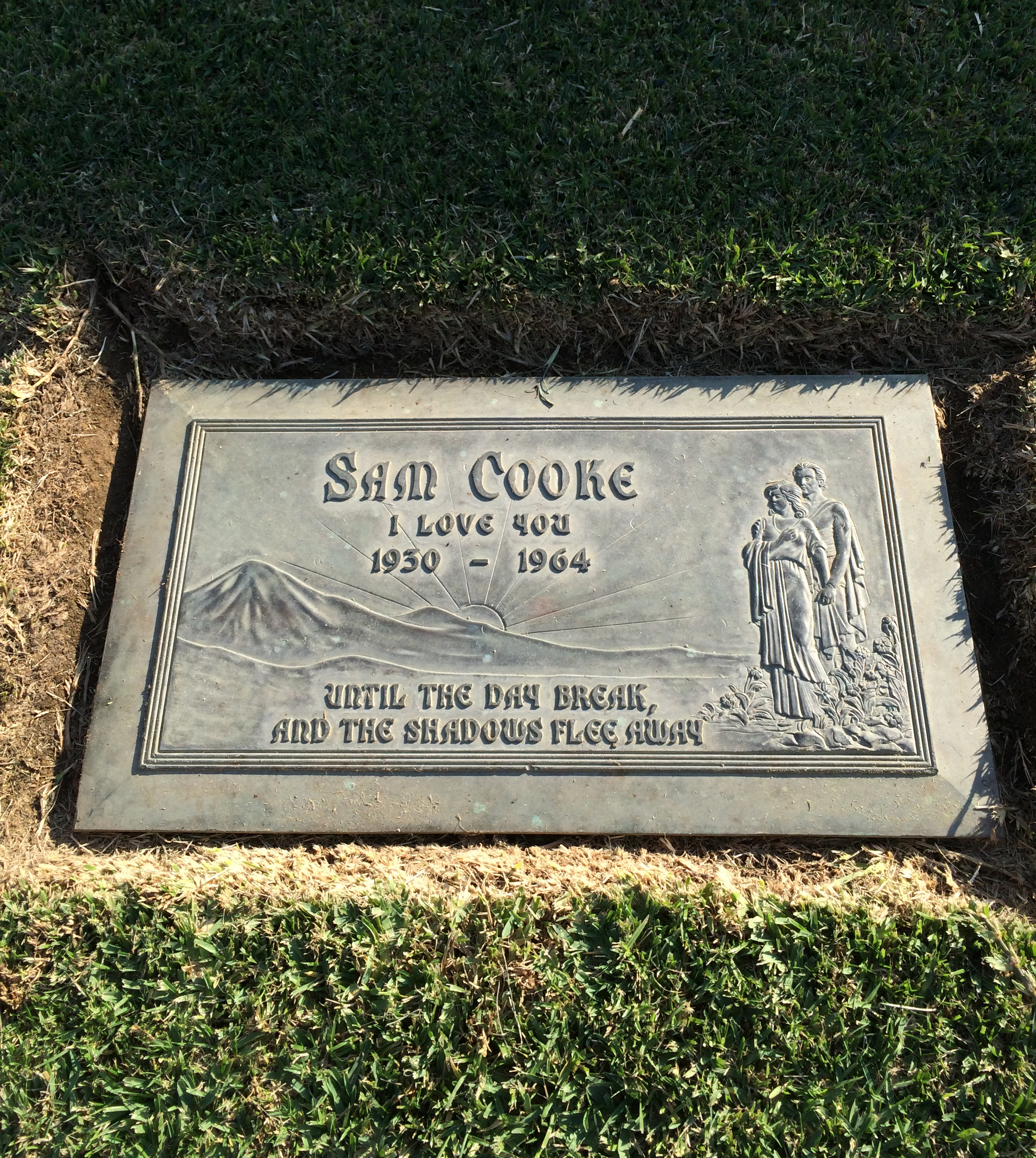
Могила Сема Кука в Саду Честі в Меморіальному Парку Форест Лон у Глендейлі, Каліфорнія

11 грудня 1964 року Сем Кук загинув за нез'ясованих обставин в одному з дешевих готелів Лос-Анджелесу. Посмертно ім'я Сема Кука було вписано до Залу слави рок-н-ролу, співака було нагороджено премією Греммі, пісні Кука нерідко виконуються на урочистих для афроамериканців подіях.

## Дискографія
| - 1958 Sam Cooke - 1958 Encore - 1959 Hit Kit - 1959 Tribute to the Lady - Billie Holiday - 1960 Hits of the Fifties - 1960 Cooke's Tour [live] - 1960 I Thank God - 1960 Swing Low | - 1960 The Wonderful World of Sam Cooke - 1961 My Kind of Blues - 1962 Twistin' the Night Away - 1963 Mr. Soul - 1963 Night Beat - 1963 Live at the Harlem Square Club, 1963 - 1964 Sam Cooke at the Copa [live] - 1964 Ain't That Good News | - 1964 Soul Stirrers - 1965 Shake - 1965 Try a Little Love - 1968 The Man Who Invented Soul - 1968 Right On - 1970 The 2 Sides of Sam Cooke - 1975 Sam Cooke Interprets Billie Holiday - 1979 When I Fall in Love |